# Tolylfluanid
Tolylfluanid ist eine organische chemische Verbindung, die als Wirkstoff in Fungiziden  und Holzschutzmitteln enthalten ist.

## Gewinnung und Darstellung
Die Synthese von Tolylfluanid beginnt mit der Reaktion von Dimethylamin und Sulfurylchlorid. Das Produkt reagiert weiter mit p-Toluidin sowie mit Dichlorfluormethansulfenylchlorid zum Endprodukt.

## Aufnahme, Metabolisierung und Ausscheidung
Tolylfluanid reizt die Atemwege, den Magen-Darm-Trakt, Augen und Haut.
Tolylfluanid wird schnell und nahezu vollständig aus dem Magen-Darm-Trakt resorbiert. Die höchsten Konzentrationen sind im Blut, Lunge, Leber, Nieren, Milz und Schilddrüse zu finden. 99 % werden innerhalb von zwei Tagen mit dem Urin ausgeschieden. Es gibt jedoch einige Akkumulation in der Schilddrüse.

## Umweltverhalten
Tolylfluanid hydrolysiert im sauren Bereich langsam. Die Halbwertszeit ist kürzer, wenn der pH-Wert hoch ist; bei pH = 7 beträgt sie über 2 Tage. In aerobem Milieu (pH = 7,7–8,0) zersetzt sich Tolylfluanid hydrolytisch und mikrobiell zu N,N-Dimethyl-N′-(4-methylphenyl)sulfamid (DMST) und Dimethylsulfamid. Nach 14 Tagen ist Tolylfluanid im Prinzip abgebaut. Die Halbwertszeit von DMST beträgt 50–70 Tage.

## Verwendung
Der Wirkstoff wird im Obst- und Zierpflanzenbau gegen Grauschimmelfäule (Botrytis), gegen die Kraut- und Braunfäule an Tomaten sowie bei Gurken gegen Echten Mehltau. Bei den Gemüsen muss danach eine Wartezeit von drei Tagen eingehalten werden.

## Zulassung
In den EU-Staaten wie Deutschland und Österreich sowie in der Schweiz ist Tolylfluanid in keinem zugelassenen Pflanzenschutzmittel enthalten.